# مسیحیت در سرزمین میانه
مسیحیت یک موضوع اصلی در آثار تخیلی جی. آر. آر. تالکین در مورد سرزمین میانی است، اما همیشه یک موضوع پنهان است. این اجازه می‌دهد تا کتاب در سطوح مختلف خوانده شود و معنای آن توسط خواننده اعمال شود، نه اینکه یک معنای واحد را به خواننده تحمیل کند.
جی آر آر تالکین از دوران کودکی یک کاتولیک متعهد رومی بود و به ویژه ارباب حلقه‌ها را اثری اساساً مذهبی و کاتولیک توصیف کرد. در حالی که او اصرار داشت که این یک تمثیل نیست، اما حاوی مضامین متعددی از الهیات مسیحی است. اینها عبارتند از نبرد خیر در مقابل شر، پیروزی تواضع بر غرور، و فعالیت فیض. موضوع اصلی مرگ و جاودانگی با نور به عنوان نماد خلقت الهی است، اما نگرش تالکین به رحمت و ترحم، رستاخیز، مراسم عشای ربانی، رستگاری، توبه، ایثار، اراده آزاد، عدالت، مشارکت، اقتدار و شفا نیز می‌تواند شناسایی شود. مشیت الهی به‌طور غیرمستقیم به عنوان اراده والارها، جاودانه‌های خداگونه ظاهر می‌شود که به قدری ظریف بیان شده است تا از به خطر انداختن اراده آزاد مردم جلوگیری شود.
هیچ شخصیت مسیحی قابل مقایسه با شخصیت اصلان لوئیس در کتاب‌های نارنیا وجود ندارد، اما شخصیت‌های گندالف، فرودو و آراگورن به ترتیب جنبه‌های سه‌گانه منصب، نبوی، کشیشی و پادشاهی مسیح را نشان می‌دهند.

## زمینه: کاتولیک تالکین
جی آر آر تالکین یک کاتولیک مؤمن بود، اگرچه خانواده او زمانی باپتیست بودند. او ارباب حلقه‌ها را «اثری اساساً مذهبی و کاتولیک» و سرشار از نمادهای مسیحی توصیف کرد، همان‌طور که در نامه ای به دوست نزدیک و کشیش یسوعی خود، رابرت موری توضیح داد:
"ارباب حلقه ها البته اساساً یک اثر مذهبی و کاتولیک است. به‌طور ناخودآگاه در ابتدا، اما آگاهانه در تجدید نظر. به همین دلیل است که من عملاً همه ارجاعات به چیزی مانند «مذهب»، به فرقه‌ها یا اعمال را در دنیای خیالی وارد نکرده‌ام یا حذف نکرده‌ام؛ زیرا عنصر مذهبی در داستان و نماد جذب شده است.